# 熱闘甲子園
『熱闘甲子園』（ねっとうこうしえん、英: Nettoh Koshien）は、朝日放送テレビ（ABCテレビ） とテレビ朝日の共同制作により、テレビ朝日系列局で、1981年から（2020年を除く）毎年8月に全国高校野球選手権大会期間中に放送される同大会のダイジェスト・ドキュメンタリー番組である。2006年からはハイビジョン放送ならびに番組連動データ放送が取り入れられ、2007年からステレオ音声で放送されている。
現在の冠スポンサーはコカ・コーラで、2006年までは「コカ・コーラサマースペシャル」として放送していた。2007年度から2015年度までは、同社のスポーツドリンクのブランド名である「アクエリアス」名義で単独提供。2016年からは、「コカ・コーラサマースペシャル」というタイトルを復活させている（2021年からは同社のキャンペーンスローガンにちなむ「コカ・コーラ Real Magic」という副題になっている）。
ただし2020年には、8月に開催を予定していた第102回全国高等学校野球選手権大会が新型コロナウイルス感染拡大の影響で中止となったことから、当番組を放送しなかった。その一方で、選手権大会と当番組の放送が再開された2021年からは、男子選手権の本大会と同じく阪神甲子園球場を使用する全国高等学校女子硬式野球選手権大会決勝の模様も取り上げている。

## 概要
朝日放送（ABC）が腸捻転解消のネットチェンジでANNに加盟した1975年、当時の最終版全国ニュース『ANNニュースファイナル』終了後の深夜枠で20 - 30分程度のハイライト番組『高校野球ハイライト』が制作されるようになった。『ハイライト』は朝日放送を発局として日本教育テレビ（NET）→テレビ朝日などで放送されていた。
1979年の第61回大会決勝戦翌日に『水曜スペシャル』枠で「熱闘!甲子園」として単発ながらこの大会のダイジェスト番組を全国放送 したところ反響が大きかったため、1981年から大会期間中の平日は21:00、週末は23:00（その後、1982年から平日は22:00に繰り下げ）から30分枠で「熱闘甲子園・高校野球ハイライト」と銘打って連日放送されるようになり、朝日放送のスポーツ担当アナウンサーらをキャスターに据えその日の熱戦を振り返った。

1990年以降は、平日については大会の前半は『ニュースステーション（Nステ）』がフルスペックで放送された後の23:18→23:20から、後半は23:00から放送を開始した。
1989年まで、地上波未放送（試合延長により18時以後も継続されていた試合、及び1984年までの3回戦までで、定時番組放送枠確保のため中断していた昼休みの時間帯）は、事実上当番組で放送するための映像資料素材用の収録だった。

1993年からキャスターを廃し、この頃より大物選手への密着、試合に関わるすべての人間への特集（いわゆる「企画もの」「感動もの」）などに軸足を置いた番組になった。1996年と1997年には日替わりで出演者を代えて番組を進行していた（1996年は各界の高校野球ファン、1997年は女性アイドルタレントが日替わり出演した）。この流れで、2000年代にもタレントがナレーターを務めた（#ナレーター参照）。
1998年からは長島三奈（テレビ朝日スポーツ局記者→同社嘱託）が進行を担当するようになる。ただし、2000年は長島がテレビ朝日を一旦退社・充電中だったため、元フィギュアスケート日本代表選手の八木沼純子が担当した。また、2000年からは『Nステ』が21:54スタートになったことで、大会後半の繰上げスタートが無くなり、平日は23:09スタートになる（2002年から23:10スタートに変更）。
2006年には、土・日曜の放送でスタジオにゲストを招いた。そして同年より藤崎健一郎（朝日放送〈当時〉アナウンサー）が、ナレーションを長きに渡って担当するようになる。
- 8月6日: 星野仙一（阪神タイガースオーナー付シニアディレクター）
- 8月12日: スキマスイッチ
- 8月19日: 北村晴男（弁護士）

2009年の放送では、元プロ野球選手から初めて、栗山英樹を司会者に起用（詳細は後述）。以下のように、番組構成の一部を変更している。
- 放送日に実施された試合のダイジェストVTRが明けるたびに、その試合のランニングスコア、出場したバッテリー（投手・捕手名）、本塁打を放った選手名、対戦校の記録に関する情報を表示した画面を挿入。ナレーションも付けているが、勝利投手・敗戦投手は表示されない。
- 栗山による解説コーナーとして、『栗山英樹の「今日の熱闘」』を新設。放送日に実施された全試合から、栗山自身が注目した1つのプレーや選手を掘り下げて紹介する。
- VTR取材コーナーとして、『夏跡（なつあと）』を新設。放送日に実施された試合で敗れた出場校のうち、1校の選手や関係者の奮闘ぶりを取り上げる[注 4]。なお、準決勝の8月23日は、前日まで取り上げられた選手たちが甲子園への想いを綴った手紙が紹介された。

2010年には放送開始30周年を記念して、番組タイトルを『熱闘甲子園30th』として放送。番組構成は、上記2009年の内容の下2つが継続された。
2012年は栗山が北海道日本ハムファイターズ一軍監督就任のため、工藤公康を司会者に起用。また前年10月の番組改編 に伴い、日曜日の放送時間が通常23:15スタートに変更した。
2013年には、長島・工藤に加えて竹内由恵（当時テレビ朝日アナウンサー）を司会（進行役）に起用する一方で、土・日曜日の放送時間を23:15 - 23:45に統一。初日（8月8日）の放送に松井秀喜をゲストに迎えたほか、スポットCMには松井・藤浪晋太郎・大谷翔平が「甲子園のスーパースター」として登場した。なお、最終日（8月22日）の放送には、同年の朝日放送での高校野球テーマソング「ダイヤモンド」の作詞・作曲・歌唱を手掛けたコブクロをゲストに招いている。
2014年には、1月末でテレビ朝日との嘱託契約が終了した長島と、竹内が司会を降板。高校野球の経験者である三上大樹と、2人の実兄が経験者という新人アナウンサーの山本雪乃（共にテレビ朝日アナウンサー）が、工藤と共に司会を務める。ちなみに、長島は当番組へ通算15年間出演。その一方で、新人アナウンサーの起用は番組史上初めてである。また、8月17日（日曜日）の放送には、葛西紀明（スキージャンプ選手、ソチオリンピックラージヒル個人銀メダリスト）をゲストに迎えている。
番組開始35周年に当たる2015年は、工藤が福岡ソフトバンクホークスの一軍監督へ就任したため、古田敦也を司会者に起用。前年から続投した山本とのコンビで、取材・進行を担当した。また、高校野球全国大会の開催が（前身である全国中等学校野球大会の第1回大会からの通算で）100年目に当たることを記念して、「高校野球100年 ことだま」という特集コーナーを編成。過去の大会を湧かせた著名な元・高校球児（松井や斎藤佑樹など）や監督経験者が事前収録で語った現在の球児へのメッセージを、連日放送している。
放送期間がリオデジャネイロオリンピックと重なった2016年には、前年までキャスターを務めていたテレビ朝日のアナウンサーに代わって、朝日放送〈当時〉アナウンサーのヒロド歩美が古田とのコンビで進行。ただし、大会初日（8月7日・日曜日）の20:58から翌8日6:00までの時間帯をオリンピック競技中継（テレビ朝日担当分・全国ネット）に充てたため、当番組の放送を大会2日目（8日）から開始した。このため、7日の23:20 - 23:50には、「バーチャル高校野球」（朝日新聞と朝日放送が共同で運営する大会関連のポータルサイト）から、放送と同じ構成で当日の試合のダイジェストなどを収録した動画『高校野球開幕 熱闘甲子園スペシャル』のライブ配信を実施した（詳細後述）。また、オリンピック中継との兼ね合いで、テレビ朝日からはナレーション担当のアナウンサーも派遣されなかった。このため、朝日放送・テレビ朝日両局のアナウンサーではない関西在住のナレーター・有田洋之を、初めてナレーターに起用している。
2017年の土・日曜日には、テレビ朝日系列の4月改編で21 - 23時台前半の特別番組枠（『土曜プライム』『日曜エンタ』）が撤廃されたことに伴って、当番組の放送時間を変更（土曜日は23:05 - 23:35、日曜日は月 - 金曜と同じ23:10 - 23:40）。2014年のサブ司会だった三上がテレビ中継の実況担当へ復帰するとともに、テレビ朝日のアナウンサーとしては2年振りにナレーターを務めた。
大会が100回を迎えた2018年からは、朝日放送グループの再編に伴ってラジオ・テレビ兼営局だったABCからテレビ放送事業を承継した朝日放送テレビ（ABCテレビ）が、ABCに代わって当番組の制作に関与している。同年には、「高校野球100年記念スペシャルナビゲーター」に起用された相葉雅紀（嵐）が、『速報!甲子園への道』と共に出演。当番組では、「相言葉」（あいことば）というロケコーナーで取材とナレーションを担当する一方で、スタジオへの出演を大会の序盤（1日目および2日目）・終盤（準決勝以降）および中盤の週末に限っていた。放送時間については、土曜日のみ、『サタデーステーション』の枠拡大および『陸海空 地球征服するなんて』の枠移動・縮小の影響で、前年より10分繰り下げて23:15 - 23:45に放送した（他曜日については従前通り）。さらに、一部の放送日では、以下のようにスペシャルゲストを迎えていた。
- 8月5日（日曜日）：松井秀喜
  - 当日が大会の初日で、開会式中継や「レジェンド始球式」（準決勝までの第1試合、準決勝、決勝戦で毎日実施される大会100回記念企画）に登場したことから、スペシャルゲストとして出演。
- 8月13日（月曜日）：栗山英樹・長島三奈
  - 両者とも2011年以来7年振りの出演で、1日限りの「スペシャルキャスター」として本編を進行。長嶋は、高知代表として出場した高知商業の取材も担当した。
  - 出演時点で北海道日本ハムの監督を務めていた栗山は、出演の前日（8月12日）まで、福岡ヤフオク!ドームで工藤率いるソフトバンクとの3連戦へ臨んでいた。翌13日に甲子園球場で第1試合（大阪桐蔭対沖学園戦）を観戦した後に、現役のプロ野球関係者としては初めて、当番組のスタジオに登場した[5]。

2019年には、月 - 木曜分の放送時間を23:15 - 23:45に変更した。前年の10月改編から『報道ステーション』（報ステ）の放送枠を従前より5分拡大していることに伴う措置で、金 - 日曜分は従前通り。地上波で放送済みの本編動画については、TVerで放送終了後から1週間限定で無料配信。放送の翌日からは、AbemaTVのオンデマンドサービスでも配信している。また、8月14日（水曜日）放送分には、長島が出演。スタジオには前年と違ってゲスト扱いで登場したが、当日の開催カードが2回戦の3試合だけだったことから、キャスター時代に担当していた出場校選手への取材企画を1日限定で本編に復活させた。
2020年には、日本高等学校野球連盟（日本高野連）が第102回全国高等学校野球選手権本大会および全地方大会の中止を5月20日に決めたため、選手権本大会のダイジェスト番組としては放送しなかった。日本高野連では、本大会の開催を予定していた期間に甲子園球場で「2020年甲子園高校野球交流試合」（新型コロナウイルス感染拡大の影響で中止された第92回選抜高等学校野球大会への出場32校による招待試合）を開催したため、朝日放送グループのテレビ・ラジオやテレビ朝日グループのBS朝日では全16試合を中継（スカイAでは中継映像の録画を放送）。地上波の朝日放送テレビでは、当番組を放送しない代わりに、交流試合の模様や出場選手の様子を30分で伝える関西ローカル番組『2020高校野球 僕らの夏』を初日（8月10日）から8日間にわたって放送した（前年までの『熱闘甲子園』に続いて古田とヒロドがMCを担当）。朝日放送テレビ社長の山本晋也は、この編成を発表した7月8日の定例記者会見で、「『熱闘甲子園』は（あくまでも選手権）本大会のダイジェスト（番組）で、交流試合のダイジェスト（番組）を『熱闘甲子園』の名で放送することはない。例年『熱闘甲子園』を放送している時間帯（23時台）には、（関西）ローカルだけど、交流試合にかける球児の思いを詰め込んだ番組を通じて、交流戦の模様や高校生のさまざまなことを伝えたい」と説明している。
これとは別で、大会後の8月23日21時から22時54分に『高校野球特番2020 君だけの甲子園』を、テレビ朝日単独主管製作にて放送されたが、上記関西ローカルのハイライトと同じ形で、古田、ヒロド、長嶋がナビゲーターを務めたほか、朝日放送テレビも試合中継の映像素材を提供する協力局として制作に関わった。
日本国内における新型コロナウイルス感染症の流行は2021年も続いていたが、朝日放送テレビでは第103回全国高等学校野球選手権大会が同年の8月9日以降に開催された場合に、古田・ヒロドのMCで当番組の放送を2年振りに再開することを4月4日に発表。6月30日（水曜日）に阪神甲子園球場で催された阪神タイガース対東京ヤクルトスワローズのナイトゲーム（朝日放送テレビではサンテレビとのトップ&リレー方式で関西ローカル向けに中継）では、ヒロドが白地に「HIRODO」という黒色のロゴを入れたユニフォーム姿で、当番組のPRを目的に、ヤクルトのOBでもある古田とのバッテリーで「ファーストピッチセレモニー」に臨んだ。実際には、台風接近の影響で大会の開幕が当初の予定から1日順延されたことを受けて、8月10日（火曜日）から2年振りに放送を再開。生放送で使用する朝日放送テレビ本社内のスタジオでは、「前年の選手権大会中止に伴って都道府県・地区単位で開催された独自大会を全勝で終えた79校からの寄贈品や貸与品（当時の3年生部員からの寄せ書きが入ったTシャツなど）を、ダッグアウトをかたどったセットへ飾る」という演出を施している。また、古田・ヒロドが出場校の選手や関係者を取材する場合には、新型コロナウイルスへの感染拡大を防止する観点から、セット内のモニターを通じたリモート中継方式で収録。8月15日（日曜日＝大会第3日）には第4試合（高川学園対小松大谷戦）が大会史上最も遅い時刻（21:40）に終了したが、当日の放送枠が23:25 - 23:55に設定されていたことから、試合の終了から約2時間後に生放送でダイジェストを伝えた。
なお、2021年の第103回大会期間中の8月23日（月曜日）には、全国高等学校女子硬式野球選手権大会の決勝が甲子園球場で初めて開催された。朝日放送テレビではこの試合の中継映像を（当初は生放送を想定していたが、実際には「バーチャル高校野球」でのライブ配信や、地上波・スカイAで後日放送のダイジェスト番組向けに）制作。当日は決勝の前に第103回大会2回戦の1試合（近江対大阪桐蔭戦）だけが組まれていたため、当番組で初めて女子選手権大会の試合を男子大会と同じフォーマットで紹介した。決勝開催日（8月29日＝日曜日）での最終放送でも、女子選手権大会の決勝や女子選手に関する映像を、男子の選手権大会全体を振り返る特集映像の中に初めて盛り込んだ。
2022年には、3試合が組まれていた日の生放送に、以下の人物を「スペシャルゲスト」としてスタジオに相次いで迎えている。
- 初日（8月6日放送分）：松坂大輔（横浜高等学校3年時の1998年第80回大会優勝投手で野球解説者・『報道ステーション』のスポーツキャスター）[17]
- 第5日（8月10日放送分）：斎藤佑樹（早稲田実業高等学校3年時の2006年第88回大会優勝投手で実業家・「バーチャル高校野球」フィールドディレクター）
  - 女子選手権大会では甲子園球場を使用する決勝を、この年の第26回大会から男子選手権本大会の開幕直前（8月上旬）に実施。斎藤は「バーチャル高校野球」のフィールドディレクターとして第26回大会の決勝（8月2日）と優勝校（横浜隼人）・準優勝校（開志学園）の宿舎を相次いで取材していたため、当番組では斎藤の取材に基づく女子選手権大会決勝の特集を、（朝日放送テレビと開志学園の地元系列局・新潟テレビ21の相互ネットによる生中継では途中までしか伝えられなかった）決勝のダイジェストと合わせて3試合分のダイジェストパートの後で放送した。
- 第9日（8月14日放送分）：長島三奈（当番組へ4年振りに出演）
  - この年に初めて男子選手権本大会へ出場した札幌大谷高等学校（南北海道代表）の森寛人選手（出場の時点では3年生）に対する長島の取材特集「仲間が信じた一打席」を、3試合分のダイジェストパートの後に放送[18]。

なお、古田は2022年に第12日（8月18日放送分）まで当番組へ出演していたが、大会2度目の休養日に充てられていた翌19日にPCR検査で新型コロナウイルスへの感染を確認。所轄の保健所から療養を求められたため、第13日（20日）に予定していた準決勝第1試合テレビ中継へのゲスト出演を急遽取り止めたほか、20日・22日（決勝当日）の当番組、21日（大会最後の休養日）に放送の『サンデーLIVE!!』（テレビ朝日・朝日放送テレビ・メ～テレの共同制作によるANN全国ネット番組）向け生中継、22日の決勝戦テレビ中継への出演も相次いで見合わせた。このような事情から、準決勝第1試合と決勝のテレビ中継には、古田に代わって斎藤が出演。20日・22日の当番組と21日の『サンデーLIVE!!』には、朝日放送テレビ本社のスタジオからヒロドが単独で登場した。
ヒロドは『サンデーLIVE!!』からの降板と朝日放送テレビからの退社（いずれも2023年3月）を経て、翌4月からフリーアナウンサーに転身。当番組では、転身と同時に起用された『報道ステーション』のスポーツキャスターと並行しながら、2023年も古田と共にMCを務めている。この年からは斎藤がMC陣に加わっているが、ヒロドは放送期間中に『報道ステーション』を休演する一方で、当番組を全日にわたって進行。古田と斎藤については、2人揃って出演するパターン（初日・第13日・最終日）、斎藤のみが出演するパターン（第2日 - 第6日）、古田のみが出演するパターン（第7日・第8日・第10日 - 第12日）、2人とも出演しないパターン（第9日）のいずれか対応している。さらに、当番組と縁の深い人物を、以下のようにゲストに迎えている。
- 第5日（8月10日放送分）：栗山英樹（日本ハムの監督を2021年限りで退任してから野球日本代表男子トップチームの監督へ就任）
  - 日本ハム監督時代の選手の1人で、「当番組のキャスター時代に最初に取材した高校生だった」という斎藤とのスタジオ共演が初めて実現。この年の3月に開催の第5回ワールド・ベースボール・クラシック（WBC）で日本代表チームを3大会振り（通算3回目）の優勝に導いていたことを背景に、大会の第1日には、開会式テレビ中継へのゲスト出演を経て開幕試合（土浦日本大学高等学校対上田西高等学校戦）で始球式を務めた。
  - 当日は男子の選手権大会が当初から3試合組まれていたことから、栗山がテレビ中継のゲストに招かれていた女子選手権第27回大会決勝（8月1日に甲子園球場で開催）のダイジェストを終盤に放送。女子の高校野球界では初めて、この大会で（全日本女子硬式野球ユース選手権大会・全国高等学校女子硬式野球選抜大会との）「年間三冠」を初めて達成した神戸弘陵学園高等学校女子硬式野球部員による決勝後のコメント映像も流された。ただし、斎藤は前年と違って取材に赴かず、スタジオでの評論に専念。
- 第9日（8月14日放送分）：長島三奈・松坂大輔
  - 長島は、花巻東高等学校から本大会へ出場している佐々木麟太郎（放送前日までの対外試合で「高校野球史上最多」とされる通算140本塁打を記録していた内野手）への取材リポートを兼ねて出演。当番組における松坂との共演は、当番組のキャスター時代（松坂が横浜高校の3年生だった1998年）の取材以来25年振りだが、スタジオでの共演は初めてである[21]。
  - 当日は古田が出演しておらず、斎藤も放送上は本編に登場していなかったため、松坂が事実上2人の役割を担っていた。

2024年には、前年に続いてヒロド・古田・斎藤がMCを担当する一方で、アニメーションによる告知CMを新たに制作した。このCMには、沖縄県立八重山商工高等学校3年時の2006年に春夏連続で甲子園大会に出場していた大嶺祐太（元・千葉ロッテマリーンズ→中日ドラゴンズ投手）や、高校時代に本大会の試合で苦渋を味わっていた日本プロ野球（NPB）の現役選手（ロッテ投手の小島和哉・東北楽天ゴールデンイーグルス投手の林優樹など）などが声を当てている。なお、第2日（8月8日）の放送に際しては、男子選手権大会の開幕前週（8月3日）に甲子園球場で催された女子選手権の第26回大会決勝（花巻東対神戸弘陵学園戦）のダイジェストにヒロドの優勝校（神戸弘陵学園）取材を交えた特集を終盤に編成。第4日（10日）・第7日（13日）の放送で古田に代わって松坂を迎えた一方で、第9日（15日）にはヒロドと古田だけで生放送を進行した。斎藤に代わって長島三奈が出演した第10日（16日）には、前年に脳梗塞を発症していた栃木県立石橋高等学校硬式野球部の𠮷田光来マネジャー（当日の2回戦第3試合に「記録員」としてベンチ入り）を長島が取材した特集を、第3試合（対青森山田高等学校戦）のダイジェストに先駆けて放送。
2025年も前年に引き続き、ヒロド・古田・斎藤がMCを担当。また前年10月の番組改編 に伴い、日曜日の放送時間が通常23:15スタートに変更した。

### 番組の構成
前述した「熱闘!甲子園」や当番組は、それまでの高校野球ハイライト番組と違って、試合内容よりも試合に関わる選手たちの人間ドラマに重点を置いている。このため、朝日放送での中継映像以外に番組独自のカメラから撮影した画像も随所に盛り込んで（バックスクリーン側から打球の行方を追う「ホームランカメラ」 やネット裏最前列から選手の表情をクローズアップしたカメラなど）、実況の音声 や球場の歓声を被せるという構成になっている。大きな特徴として、緊迫する瞬間の際にあらゆる音を消す無音編集を売りにしており、2018年7月29日放送の「日曜もアメトーーク!」の「高校野球大好き芸人」において本番組の無音編集がピックアップされたほどである。
初期のオープニング (OP) では、当日注目の1試合のハイライト映像に続いて、大会のテーマソング「君よ八月に熱くなれ」（吹奏楽バージョン）をBGMに当日の試合組み合わせの字幕だけを表示。エンディング (ED) では、放送当日までの試合に敗れ去った学校や選手たち（または翌日以降登場する注目の学校や選手たち）を取り上げた映像をバックに、テーマソングを流した後で、翌日の試合組み合わせの字幕だけを出していた。この時期には、放送当日に複数の試合があれば、第1試合から順に試合のハイライトを放送していた。
開始当初は、粗編集の試合ダイジェスト映像に、キャスターがアドリブでコメントを入れることもあった。この番組構成にはキー局やスポンサーからも異論があったが、視聴者には好評で、その後NHKの高校野球のニュース映像も独自映像（こちらはネット裏記者席付近より打球の行方をクローズアップする）プラス実況音声、キー局のテレビ朝日のプロ野球のニュース映像（主に外野スタンドに据えつけたクレーンカメラで打球の行方をクローズアップ）という風に他局にも影響を及ぼすことになる。
近年の放送では、その年のテーマソングをBGMに当日の各試合の注目選手やハイライト映像ならびに特集の内容をOPで紹介。EDでは、翌日（休養日をはさむ場合には翌々日）に予定されている試合から注目のカード1試合に焦点を当てるとともに、当該カードに臨む出場校や選手の特集を予告している。2000年代以降は、当日の注目カードの放送を優先することが増えている。放送年によっては、当日の最終試合（第3・4試合目）のハイライトを最初に放送する日が多いこともある。
なお、試合ダイジェストのナレーションは、朝日放送テレビのアナウンサーとテレビ朝日の男性アナウンサーで分担。最終日（決勝戦当日）は生放送で、決勝戦のダイジェストについては、上記のアナウンサーが前半→後半のリレー形式でナレーションを担当する。いずれの場合にも、当日の放送で取り上げる試合や選手を甲子園球場で取材してからナレーションを収録。テレビ朝日からの派遣アナウンサーについては、テレビ中継での実況と並行しながらナレーションを担当する年がある。
また、平日に当番組の前枠でテレビ朝日制作・全国ネットの最終版ニュース番組（『ニュースステーション』→『報道ステーション』）が編成されるようになってからは、当該番組のスポーツコーナーでも当番組の予告を1試合分紹介している。『ニュースステーション』（『Nステ』）時代の2008年までは予告以外に当日の試合の結果を簡潔に伝えるだけだったが、『Nステ』スポーツキャスターの栗山を当番組のキャスターへ起用した2009年以降は、スポーツキャスターが本大会の試合を取材した後に、当番組スタジオからの生中継でスポーツコーナーへ登場する日も多い（詳細後述）。さらに、2017年以降の『報道ステーション』内のスポーツコーナーでは、大会期間中のみ「熱盛甲子園」（あつもりこうしえん）というミニ企画で高校野球の話題を締めくくる。「熱盛甲子園」は、「きょうの熱盛」（放送当日のプロ野球公式戦から名シーン・好プレーの映像をダイジェスト形式で紹介するプロ野球シーズン限定企画）の高校野球版で、当番組のタイトルロゴに似た書体をタイトルロゴに用いている。
少なくとも2021年（第103回大会）と2022年（第104回大会）では、地上波テレビ向け試合中継の冒頭で、当番組の放送概要を当該試合の実況アナウンサーが紹介。当日に放送を予定している企画から、当該試合に関する内容（注目の選手など）を伝えている。ただし、2023年（第105回記念大会）の中継では、紹介のタイミングを試合後（基本として「インターバルゾーン」内）に変更。当日に放送する予定の企画で取り上げる選手が試合に出場した場合には、試合中に撮影したばかりの出場シーンの映像を組み込んでいる。

### 番組のキャッチコピー
開始当初は、「昼間の熱気をゴールデンタイムに」、「真昼の感動を夜再び」、「今夜（放送開始時間）感動と興奮が蘇る」といったコピーを使用。2007年から2009年までは「あしたのヒーロー、本日誕生。」、2010年には「伝説は、つづく。」、2022年には「主役、ジブン」、2023年には「声が夏を熱くする」、2024年には「青春より、青い夏。」、2025年には「涙は、強さになる。」　が採用されている。

## 放送時間に関して

### 放送時間の変遷
| 年度        | 放送時間（日本時間）  | 放送時間（日本時間）  | 放送時間（日本時間）    | 放送時間（日本時間）  | 放送時間（日本時間）  | 放送時間（日本時間） |
| 年度        | 月曜 - 木曜版         | 月曜 - 木曜版         | 金曜版                  | 土曜版                | 日曜版                |                      |
| 年度        | 前半                  | 後半                  | 金曜版                  | 土曜版                | 日曜版                |                      |
| ----------- | --------------------- | --------------------- | ----------------------- | --------------------- | --------------------- | -------------------- |
| 1981        | 21:00 - 21:30（30分） | 21:00 - 21:30（30分） | （月曜 - 木曜版と同じ） | 23:00 - 23:30（30分） | 23:00 - 23:30（30分） |                      |
| 1982 - 1989 | 22:00 - 22:30（30分） | 22:00 - 22:30（30分） | （月曜 - 木曜版と同じ） | 23:00 - 23:30（30分） | 23:00 - 23:30（30分） |                      |
| 1990 - 1994 | 23:18 - 23:48（30分） | 23:00 - 23:30（30分） | （月曜 - 木曜版と同じ） | 23:00 - 23:30（30分） | 23:00 - 23:30（30分） |                      |
| 1995 - 1999 | 23:20 - 23:50（30分） | 23:00 - 23:30（30分） | （月曜 - 木曜版と同じ） | 23:00 - 23:30（30分） | 23:00 - 23:30（30分） |                      |
| 2000 - 2001 | 23:09 - 23:39（30分） | 23:09 - 23:39（30分） | （月曜 - 木曜版と同じ） | 23:00 - 23:30（30分） | 23:00 - 23:30（30分） |                      |
| 2002 - 2011 | 23:10 - 23:40（30分） | 23:10 - 23:40（30分） | （月曜 - 木曜版と同じ） | 23:00 - 23:30（30分） | 23:00 - 23:30（30分） |                      |
| 2012        | 23:10 - 23:40（30分） | 23:10 - 23:40（30分） | （月曜 - 木曜版と同じ） | 23:00 - 23:30（30分） | 23:15 - 23:45（30分） |                      |
| 2013 - 2015 | 23:10 - 23:40（30分） | 23:10 - 23:40（30分） | （月曜 - 木曜版と同じ） | 23:15 - 23:45（30分） | 23:15 - 23:45（30分） |                      |
| 2016        | 23:20 - 23:50（30分） | 23:20 - 23:50（30分） | （月曜 - 木曜版と同じ） | 23:15 - 23:45（30分） | （後述）              |                      |
| 2017        | 23:10 - 23:40（30分） | 23:10 - 23:40（30分） | （月曜 - 木曜版と同じ） | 23:05 - 23:35（30分） | 23:10 - 23:40（30分） |                      |
| 2018        | 23:15 - 23:45（30分） | 23:15 - 23:45（30分） | （月曜 - 木曜版と同じ） | 23:15 - 23:45（30分） | 23:10 - 23:40（30分） |                      |
| 2019        | 23:15 - 23:45（30分） | 23:15 - 23:45（30分） | 23:10 - 23:40（30分）   | 23:15 - 23:45（30分） | 23:10 - 23:40（30分） |                      |
| 2021 - 2024 | 23:10 - 23:40（30分） | 23:10 - 23:40（30分） | （月曜 - 木曜版と同じ） | 23:00 - 23:30（30分） | 23:00 - 23:30（30分） |                      |
| 2025        | 23:10 - 23:40（30分） | 23:10 - 23:40（30分） | （月曜 - 木曜版と同じ） | 23:00 - 23:30（30分） | 23:15 - 23:45（30分） |                      |

- 2020年度には放送せず。

### 特殊例
通常の放送時間の変遷は前述の遍歴を参照。ここでは規定放送時間以外での変更を扱う。
- 2004年8月17日開催分は、アテネオリンピック中継のため、8月18日5:05の放送に繰り下げられた（当初は4:30だったが、更に競技の展開によって繰り下げられた。この時のメイン競技は硬式野球の日本対キューバ戦だった）。また、冒頭35秒間放送事故があった。
- 2006年の水曜日開催分は、8月9日は23:30 - 翌0:00に、8月16日は23:40 - 翌0:10（当初は8月9日と同じ時間を予定していたが、「サッカー・AFCアジアカップ最終予選・日本対イエメン」での試合展開による延長により変更）に放送された。
- 2006年の決勝戦（駒大苫小牧 対 早稲田実）で37年ぶりの決勝戦再試合のため、同年8月21日は当番組初の決勝戦再試合分放送となった。
- 2007年は準決勝の8月21日までは当初の日程どおりだったが、22日の決勝戦だけは23:46 - 翌0:16に放送された。これはサッカー日本代表のA代表（キリンチャレンジカップ・対カメルーン戦）・五輪代表（北京オリンピックアジア最終予選・対ベトナム戦）の試合の2試合連続生中継と、その後『報道ステーション』と当番組を挟んで、「世界競泳2007」を放送したための処置。
- 2008年には同じ時期に行われる北京オリンピックの影響で、例年より早い8月2日23:00の放送で始まる。しかし、大会期間中に北京オリンピックの競技中継やデイリーハイライトの放送などにより数回放送時間変更があった。
  - 2008年8月11日放送分は北京オリンピックデイリーハイライトのため、12日0:10 - 0:40、8月12日放送分は北京オリンピック男子バレー・日本対ブルガリアの中継延長のため1:45 - 2:15に放送された。
  - その後も2008年8月13日放送分は14日0:10 - 0:40（デイリーハイライトのため）、8月17日放送分の準決勝は18日0:30 - 1:00（北京オリンピック前半戦ハイライトと陸上競技生中継のため）、8月18日放送分の決勝戦も19日1:00 - 1:30（バレーボール男子の予選最終戦・日本対アメリカの生中継のため）と、放送時間が変更された。度重なる時間変更の影響で視聴率が過去最低記録を更新してしまう日も多かった（特にオリンピック開幕以降）。
- 2010年は深夜にスポーツ中継が無かったこと、大会が行われた近畿地方が晴天に恵まれたことで、5年ぶりに1日も時間変更なく予定通りに放送された。2011年も当初の予定通りに放送。
- 2012年は、第94回大会の前半にロンドンオリンピックが開催されていたにもかかわらず、当番組の放送時間がテレビ朝日担当分のオリンピック中継と重複することはなかった。
  - 2012年8月11日は、テレビ朝日が「温泉若おかみの殺人推理24」の放送で『土曜ワイド劇場』の放送枠を拡大したため、当番組の放送時間を23:15 - 23:45へ繰り下げた。
  - 2012年8月14日は、当日予定されていた全3試合を雨天で中止した関係で放送を休止。ただし、大会は当初の予定から1日順延しただけで、当番組も同月23日に放送を終了した。
- 2015年は平年より早い8月6日開始となった。ただし、8月10日未明まで「世界水泳ロシア・カザン」の生中継（一部ニアライブ）を優先するため、8月9日開催分までは「世界水泳」終了後から放送された（8月6日開催分=7日1:41 - 2:11、8月7日開催分=8日1:35 - 2:05、8月8日開催分=9日1:45 - 2:15、8月9日開催分=10日1:50 - 2:20。8月10日開催分以後は本来の時間帯で放送）。
- 2016年はほぼ同期間でリオデジャネイロオリンピックが行われ、その中継・関連ハイライト番組編成の兼ね合いで一部変則となった。
  - 平年は開会式の日から放送だが、開会日の8月7日はリオ五輪中継に伴う編成の関係[注 10] で、テレビ媒体での放送は行われず、中継配信サイト「バーチャル高校野球」内のみで配信された。地デジでは大会2日目の8月8日より放送で、8日は大会二日目のハイライトのみ放送した（大会初日のハイライトは無し）。
  - 2015年までは平年であれば、平日は23:10 - 23:40・土・日曜は23:15 - 23:45であるが、リオ五輪ハイライト番組[注 11] その他の兼ね合いで、今年度に限り平日は23:20 - 23:50[注 12]、日曜は8月7日放送なし、14日は23:45 - 翌0:15、決勝当日（21日）には放送されず、翌22日0:45 - 1:15[注 13] に放送する（土曜日は従前と同じ）。
  - 翌朝放送のスカイ・Aでもそれに合わせて8月8日（7日開催分のハイライト相当）には放送せず、8日のダイジェストを9日の朝に放送。また8月12日開催予定分のダイジェストについては、同日にスカイ・Aスタジアム「阪神対中日（京セラドーム大阪）」の生中継が行われ、その中継後の22:30 - 13日7:30（予定）に当日試合分のノーカット中継録画が放送される都合上、8月13日22:00 - 22:30に、決勝戦（8月21日）の分は8月23日の再放送（19:00 - 22:00）が終了した22:00 - 22:30にそれぞれ放送。
- 2021年の放送は当初8月23日と25日のみ1年延期された2020年東京パラリンピックのハイライト特設番組の影響を受ける予定だったが第103回大会の度重なる中止順延で日程が大幅に狂い8月29日まで番組が放送された。このうち8月15日の放送は『中居正広のスポーツ!号外スクープ狙います!東京オリンピックスペシャル』（21:00 - 22:55）放送に伴う通常日曜21時台の日曜最終ニュース&スポーツニュース枠の『サンデーステーション（第3期・日曜夜第2期）』の30分短縮放送（22:55 - 23:25）の後23:25-23:55に放送された。8月23日 - 26日の各平日は東京パラリンピックハイライト（9月6日までの月 - 金曜 23:10 - 23:15）の関係で23:15 - 23:45へ繰り下がった。
- パリオリンピックが本大会の序盤（8月11日）まで開催される2024年には、テレビ朝日が（『報道ステーション』のスポーツキャスターでもある）ヒロドのオリンピック派遣を見送った一方で、オリンピックの開催期間中に『パリオリンピック応援宣言』（自社制作・全国ネット向けのハイライト番組）を23時台に10分間放送。当番組については、ヒロドがキャスター陣に引き続き名を連ねる一方で、本大会序盤（8月7日・8日・9日）の放送枠を23:20 - 23:50に設定していた。テレビ朝日系列では8月に開催されるオリンピック競技の中継枠を深夜帯（23時台以降）に組み込んでいないため、10日（土曜日）と11日（日曜日）には、当番組を通常の時間帯（23:00 - 23:30）に放送。

#### 雨天中止になった時の対応
- 以前は全試合雨天中止の場合（試合は1試合だけ行われたものの、試合途中でノーゲームとなった場合を含む。以下略。）でも放送は行われていたが、1989年以降は全試合中止の場合は放送も中止されることになっている（以降の番組は30分繰り上げて放送）。
  - 実際1988年8月13日（土曜日）は雨天のため全試合中止となったため、大会序盤のハイライトシーンを中心に、ゲストの永島敏行（俳優）の高校野球のエピソード披露などを放映したという。
  - 2009年には8月9日に開催される予定の2日目が、9日・10日と2度も雨天順延（実際には第1試合・如水館対高知の試合が予定通り開催されたが、その後豪雨のためノーゲーム=9日は3回、10日は5回のそれぞれ攻撃途中での打ち切りで開催不成立）となったため、番組開始以後初めての2日連続休止となった。
  - 2014年も8月9日から開幕する予定だったが、台風第11号の影響を考慮し、9日・10日は開会式を含め延期となり、11日からの開催となった。このため番組開始以来2回目の2日間連続休止となるとともに、番組史上初の開始日延期ともなった。なお開会式延期に伴う放送開始延期は2017年・2021年の事例もある。
  - 2021年も8月9日から開幕する予定だったが、台風9号の影響を考慮し、9日の開会式を含めて延期となり、翌10日からの開始となった。12日 - 14日まで雨天順延（12日は第1試合・明桜対帯広農は豪雨のためノーゲーム）となったため、番組開始以降初の3日連続休止となった。
  - 「以降の番組繰り上げ」を認識していない後番組の視聴者が番組を見逃すという事も起こっている。実際、1999年8月11日に雨天中止で放送休止となった際、北海道テレビにて『水曜どうでしょう』を見逃したという視聴者が多数おり、後日該当回の再放送を行ったという事例もある。
  - なお2013年度から、準々決勝の翌日は休養日（ただし3日間以上雨天中止が発生した場合は休養日なし）となるため、この日も放送休止（2016年度以外の平日23:10以降放送分・週末23:15以降放送分はいずれも定時通り放送）となる。
  - 決勝以外で日程によって1試合しか放送されない場合は、敗れた球児たちのドキュメントを放送している。

### CSでの時差放送
現在は、朝日放送グループのCS放送局スカイAでも時差放送をしている。2012年度までは地上波放送後の翌朝に時差放送（例として2008年の放送時間は7:45 - 8:15だった（稀に前日のプロ野球中継や高校野球完全録画中継の延長により放送時間変更の場合がある)を行い、年末にはその年の分をまとめて再放送 していた。
2013年は一旦大会翌朝の再放送は実施せず、大会終了後 一挙集中放送日を設けた。
2014年から2016年は再び試合翌日（試合日によっては当日深夜）の放送だったが、脚注に記した通り日程によってはCSでの完全中継前のネタバレになることもあったため、これを解消する目的で、2017年は4年ぶりに翌朝の再放送は行わず、大会終了後 に一挙集中放送日を設けて対応し、以後も同様に大会終了後のまとめて再放送に移行している。

## 歴代提供スポンサー
- 松下電器産業（松下電器）[注 18]（1981年 - 1988年）
- コカ・コーラ（1987年、1989年 - ）

※松下電器（現在のパナソニック）が単独で提供していた時期には、佐々木信也のホームビデオカメラ撮影による「甲子園ナイスキャッチ」や、沢田研二による高校野球を題材とした詩の朗読などのオリジナルCMが放送された。系列外ネット局のうち、松下電器を筆頭スポンサーとして地元企業などのローカルスポンサーを加えていた局では、提供クレジットを強制的に差し替えることがあった（1988年の大分放送など）。コカ・コーラ提供への移行後にこうした例があったかは不明。
※1987年は、松下電器とコカ・コーラが共同で提供。コカ・コーラの単独提供へ移行した1989年以降は、「コカ・コーラ サマースペシャル」のサブタイトルがつく。
協賛クレジット読みとしては過去に「さわやかなスポーツのシーンにコカコーラ」、「人と人を潤すコカコーラ」などがあり、オープニングでは氷の入ったグラスにコカ・コーラを注ぐイメージのフィルム映像が放送されていた。2022年度からこの演出が約16年ぶりに復活し、エンディングでも流れるようになった。
※2003年は諸事情により複数社提供（同社が筆頭）だったため、サブタイトルは単なる「サマースペシャル」で、上記イメージ映像は不使用だった。
※2007年以後はコカ・コーラ単独提供は不変だが、高校スポーツにはコカ・コーラよりそちらの方がふさわしいという意向からかスポーツドリンクの「アクエリアス」（2007年当時のCMモデルは甲子園経験者の松坂大輔）の冠を頂いて「アクエリアスサマースペシャル」となる（CMは当然コカ・コーラ、ジョージアなど他商品も放送）。その為、協賛クレジットアナウンスも「この番組はみんなの最高のプレーを応援する、進化した水分補給・アクエリアスの提供でお送りします（しました）」（クレジット読みは藤崎健一郎、2008年 - 2010年も同じ）となっている。以後協賛クレジット読みとキャッチコピーは以下のとおり。
2008年は前年に同じで「アクエリアスサマースペシャル」。協賛クレジットアナウンスは「ALL FOR JOY。全ては沸きあがる喜びのために。この番組はアクエリアスの提供でお送りします（しました）」
2009年のサブタイトルは松坂、石川遼など人気スポーツ選手を起用した同名のプロモーションに合わせ「アクエリアスヒーローズスペシャル」に。
2010年は同年の商品キャンペーンコピー「僕にはできる。」にちなみ「僕にはできる。アクエリアス・サマースペシャル」（サマースペシャルの副題は2年ぶりに復活）となった。協賛クレジットアナウンスは「僕にはできる。この番組は球児の可能性を応援するアクエリアスの提供でお送りします（しました）」。なお、上記のコピーおよびクレジットアナウンスは、2011年以降の放送にも継承されている。
2010年は放送30周年に当たるので、アクエリアスのインフォマーシャルを兼ねた、30周年の名勝負・名選手集のコーナーが放送されているが、この箇所はスカイ・Aでの時差放送でもカットされずそのまま放送されている。
2011年・2012年には、当日の第1試合を紹介した後に、前日までの試合に出場した選手から1名（初日の放送では開会式で宣誓を務めた選手）に焦点を当てたミニ特集「夏の軌跡」を放送（ナレーターは長島三奈）。特集の最後に「僕にはできる。」と青字で左隅に記したホワイトバックの映像を挿入してから、2回目のスポットCMを流すようになった。
2013年のサブタイトルは、英語表記で「NEW YOU. AQUARIUS SUMMER SPECIAL」。また、協賛クレジットのアナウンスを「つづけるキミに、道はひらく。この番組は、球児の可能性を応援するアクエリアスの提供でお送りします（しました）」、「夏の軌跡」を「あの夏を、胸に。」（高校時代に全国大会への出場を経験した著名なプロ野球関係者へのインタビュー）に変更した。
※2016年から再びコカ・コーラ協賛クレジットに戻る。
大会期間中には、視聴者向けにコカ・コーラ（アクエリアス）1ケースや番組特製のTシャツやスポーツタオルなどのノベルティーグッズを進呈するキャンペーンも実施。2019年までは司会のヒロドが単独で告知していたが、放送を再開した2021年には、「夢わたし」（同年のABC高校野球ソング）を歌うなにわ男子のメンバー全員も事前収録映像による告知やキャンペーン企画に参加していた。
2017年は、前日16:00から24時間（1日）におけるTwitter内番組公式アカウントのリツィート総数に応じた人数（そのため日によって当選本数は異なる）にコカ・コーラ1ケースを視聴者にプレゼント（ただし応募にはリツィートだけでなく、フォローをすることが条件。Twitterが利用できない人も、番組ホームページのメール送信フォームを使っての応募は可能）。
2022年には、「Colorful Dreams」をテーマに、「『熱闘甲子園』×『Team Coca-Cola』」という名義でtwitterとの連動企画を実施。当番組公式アカウントへのフォローを前提に、（野球に限らず）この年の夏に夢中になっていることを記したうえで、「#この夏の夢中」というハッシュタグを付けて投稿されたツイートから放送日ごとに1件をヒロドが紹介している。また、「熱闘甲子園オリジナルタンブラー」と500mlのペットボトル入りコカ・コーラ（熱闘甲子園ボトル）1本のセットを、投稿者から放送日ごとに10名へプレゼント。投稿の際に登録したスマートフォンへ「Coke ONアプリ」をインストール済みの投稿者には、放送日ごとに抽選で10名のアプリに向けて「Coke Onドリンクチケット」（Coke ON対応の自動販売機でコカ・コーラ製の缶・ペットボトル入りドリンク1本と無料で交換できるデジタルチケット）を発行している。
2023年には、「GEORGIA」ブランドによる『甲子園への道』との共通企画「毎ドラ部」（「この夏の日常のワンシーン」をテーマに視聴者が特設サイトに投稿した写真からAIイラストメーカーでイラストを生成する企画）と、「Coca-Cola」ブランドによる当番組限定の企画「＃声出していこー」（「＃声出していこー」というハッシュタグを付けることを条件に「この夏に声に出して伝えたいこと」というテーマの投稿をtwitterとTikTokで受け付ける企画）の二本立てによるコラボレーション企画を実施。当番組の中盤に放送される「毎ドラ部」のインフォマーシャルには、『甲子園への道』キャスターの福戸あや（朝日放送テレビアナウンサー）が単独（または斎藤佑樹と共同）で登場している。斎藤はこの年から当番組のキャスター陣に加わっているが、福戸と揃って登場する「毎ドラ部」のインフォマーシャルについては、本編へ出演しない日にも放送されていた。
さらに、2023年の当番組では、「＃声出していこー」と連動した「みんなの声」というミニコーナーを番組の終盤に放送。新型コロナウイルス感染拡大防止の観点から2020年以降の高校野球の公式戦で禁止されていた「甲子園大会における声を出しての応援」が2023年夏の第105回記念大会から解禁されたことを背景に、ヒロドが単独（または福戸と共同）で放送日の試合中に甲子園球場のアルプススタンドを取材した映像の一部を流している。ただし、「＃声出していこー」への投稿者から抽選で贈られるプレゼントは、前述した2022年のtwitter連動企画と共通している。
2024年には、「Coca-Cola」ブランドによる「＃夏エモ」（「＃夏エモ」というハッシュタグを付けることを条件に「この夏に『エモい』と感じた光景」に関するエピソード・画像・動画の投稿をX＜twitter＞とTikTokで受け付ける企画）を実施している。当番組の放送期間中には、TikTokへ投稿した動画が番組内の「スペシャルCM」で取り上げられた投稿者（毎日1名）および、それ以外の投稿者から抽選で毎日10名に「当番組オリジナルのタンブラー1個＋当番組のロゴ入りラベルを付けたCoca-Colaの500mlペットボトル1本」をセットでプレゼント。さらに、投稿者全体から抽選で毎日10名に「Coke ON ドリンクチケット」を発行している。なお、『甲子園への道』内のインフォマーシャルではキャスターの福戸が「＃夏エモ」を告知していたが、当番組内のインフォマーシャルにはヒロドが単独で出演。
松下電器の単独提供時代にも、当番組への意見や感想をハガキで寄せた視聴者から、番組の特製Tシャツ（またはトレーナー）を抽選で贈呈する企画が実施されていた。
※地上波放送ではカウキャッチャー・ヒッチハイクの各CMが入り（2003年の複数社提供時にはカウキャッチャー・ヒッチハイク各CMのオンエアは無し）、2006年は穴吹工務店・マンダム・ミズノ・大和ハウス工業・P&Gの企業が交代でオンエアしていた。2004年・2005年はカンコー学生服（当時の社名：尾崎商事）・SHARP・ノーリツ等の企業のCMがオンエアされていた。また、2002年までは伊藤ハムと武田薬品が連日交互にCMを流していた。
※スカイAで放送する場合も、原則としては冠協賛者・コカコーラ（アクエリアス）のクレジットタイトル・CMが放送されていたが、2008年度からは諸事情により差し替えられている（2009年度までわかさ生活1社提供で、2010年度以降はパーティシペーションスポット。そのため、地上波版で最後に流れる長島三奈らによる「熱闘甲子園、また明日！」 の挨拶（放送当日の生放送<または撮って出し>による）も、甲子園球場をバックに右下隅に「熱闘甲子園」の表示に差し替えとなっている）。カウキャッチャー・ヒッチハイクのスポンサーに関しても差し替えになる。また年末アンコール（2010年以後のCS初回放送も）の時はコカコーラ・わかさ生活の協賛ではないので、CMは全編パーティシペーションスポットに差し替えられる。しかしながら、「アクエリアス」のロゴはそのまま編集せず放送されている。
※番組自体はハイビジョン制作だが提供クレジット表示については、2012年まで4:3画面での制作になっていたため地上デジタル放送では画面の左右にサイドパネルをつけて放送していた。

## 歴代出演者
（注）
1. ◇は朝日放送→朝日放送テレビのアナウンサーで、◆はテレビ朝日からの派遣キャスター・アナウンサー（いずれも出演時点）。
2. ナレーターの項の※マークの出演者は、前述したように1993年 - 1995年はスタジオ司会者を特に設けなかったため、それに代わる役割を担当した。
3. 一部アナウンサーではない人物も含まれている。

### 司会者
- 安部憲幸◇（1981年）
- 中村哲夫◇（1982年 - 1986年）
- 朝岡聡◆（1985年・1989年：テレビ朝日からの派遣第1号）

1985年には「熱闘レポーター」という肩書で出演。
- 江森陽弘（1987年）

決勝当日（8月21日）放送分のエンディングでは、高校球児に向けて、スタジオで「赤とんぼ」のハーモニカ演奏を披露していた。
- 太田元治◇（1987年 - 1988年）
- 森下桂吉◆（1987年 - 1988年）

太田・森下は、1987年に「熱闘リポーター」という肩書で交互に出演。1988年には、太田が全体の進行、森下が試合のダイジェストパートを担当していた。
- 伊藤史隆◇（1989年 - 1991年）
- 田中雅子（1990年）
- 安陪利美（1990年、出演の時点では九州朝日放送アナウンサー）
- 諸江みなこ（1991年）
- 芦沢誠◇（1991年 - 1992年）

伊藤・諸江が「熱闘甲子園キャスター」として出演していた1991年には、放送上「熱闘甲子園アナウンサー」という肩書を使用。
- 勝恵子（1992年）

本番組の期間中は当時レギュラー出演していた『ニュースステーション』を休演していた。
- 保坂和拓◇（1992年、2000年）

芦沢・勝が「熱闘甲子園キャスター」として出演していた1992年には、放送上「ダイジェスト担当」という肩書を使用。
- 長島三奈◆（1998年 - 1999年／2001年 - 2013年：1999年まではテレビ朝日スポーツ局の記者→2001年以降は同局の契約記者）[注 20]
- 八木沼純子（2000年）
- 小泉孝太郎（2008年：「熱闘!高校野球ナビゲーター」の肩書を初めて使用）[注 21]
- 栗山英樹（2009年 - 2011年：出演の時点ではテレビ朝日・TBSラジオ野球解説者とスポーツニッポン野球評論家）※「熱闘!高校野球ナビゲーター」

元プロ野球選手から初めての起用だが、創価高校への在学中は甲子園球場の全国大会へ出場していない。放送時点で日本高等学校野球連盟が定めるアマチュア資格を満たしていないが、地方大会の開催を前に、同連盟から高校球児への直接取材を特別に認められていた（日本学生野球憲章第10条の特例措置）。
北海道日本ハムファイターズ監督在任中の2018年に、8月13日放送分でキャスターとして7年振りに出演。1日限定ながら、現役のプロ野球関係者としては初めての出演で、2019年にも同様のパターンでキャスターを務めた。
日本ハム監督退任直後の2021年11月に野球日本代表男子トップチームの監督へ就任したことから、2022年には、当番組に先駆けて女子選手権大会決勝の中継（地上波では朝日放送テレビと新潟テレビ21の2局ネットで生放送）にゲストで出演。日本代表チームを第5回ワールド・ベースボール・クラシック（WBC）での優勝に導いていた2023年には、女子選手権大会決勝の中継（地上波では関西ローカルで生放送）と当番組にゲストで登場している。
- 川上ジュリア（2011年：「熱闘!高校野球マネージャー」で出演時点では高校3年生）
- 工藤公康（2012年 - 2014年：出演の時点ではテレビ朝日・文化放送の野球解説者と日刊スポーツの野球評論家）※「熱闘!高校野球ナビゲーター」

2012年から北海道日本ハムファイターズ一軍監督に就任した栗山の後任として出演。名古屋電気高校の3年生投手だった1981年の第63回全国高等学校野球選手権大会に愛知代表として準決勝に進出。2回戦の長崎西高校戦ではノーヒットノーランを記録した。長島が降板した2014年は、出場校の選手に対するインタビュー（事前取材）も担当。
栗山・工藤とも、「熱闘!高校野球ナビゲーター」担当期間中は『報道ステーション』のスポーツキャスターを兼務。大会直前の抽選会開催日から決勝戦までの平日には、当番組のスタジオから『報道ステーション』のスポーツコーナーにも出演していた（大会期間中は試合開催日のみ登場）。
- 古田敦也（2015年 - ：テレビ朝日野球解説者）※『2020高校野球　僕らの夏』でもMCを担当[9]

2015年から福岡ソフトバンクホークス一軍監督に就任した工藤の後任として出演が決定。川西明峰高校への在学中は、春夏とも甲子園球場での全国大会へ出場できなかった。現役選手時代のポジションが捕手だったことから、2015年の告知CMでは、白いユニフォーム・キャッチャーマスク・プロテクター姿で高校球児に扮している。
妻の中井美穂は1996年に日替わりキャスターを務めている（後述）。
栗山・工藤と違って『報道ステーション』のスポーツキャスターを兼務していないため、2015年以降の大会期間中には、スポーツキャスター（主に元・競泳選手の寺川綾）が同番組向けの取材を担当。その関係で、当番組のスタジオから『報道ステーション』のスポーツコーナーに出演している。
2017年10月からテレビ朝日・朝日放送→朝日放送テレビ・メ〜テレの共同制作番組『サンデーLIVE!!』（毎週日曜日の早朝にテレビ朝日の本社スタジオから生放送）でレギュラーコメンテーターを務めているが、2018年以降の大会期間中には、甲子園球場や当番組のスタジオから生中継で出演。2022年には、大会の終盤に新型コロナウイルスへの感染が確認されたため、準決勝（8月20日）以降の放送・中継への出演を見合わせた。
斎藤佑樹（栗山の日本ハム監督時代に投手として在籍）が司会陣に加わった2023年からスタジオ出演の機会を減らしているが、「プレーの背景に触れるのではなく、たとえ些細なプレーでも、技術的なこと（テクニックの難度や作戦に込めた監督の意図など）を専門家（プロ野球の監督・選手経験者）の目ですくい取ることが自分の役目」として、2022年から高校野球の現場取材に従事している斎藤との棲み分けを図っている。
- 竹内由恵◆（2013年）、森葉子◆（2013年8月9日[注 23]）
- 三上大樹◆（2014年）、山本雪乃◆（2014年、2015年）

2014年の放送では、工藤・三上でダイジェストパートを進行。山本は、当番組のtwitter公式アカウントに寄せられたツイートの紹介や、特集パートの取材・進行・ナレーションを中心に担当していた。2015年には、ヒロド歩美（朝日放送アナウンサー）とのコンビで、『速報!甲子園への道』全国ネットパートのキャスターも兼務。
- ヒロド歩美（2016年 - 、2022年までは◇）※『2020高校野球　僕らの夏』でもMCを担当[9]

朝日放送アナウンサーからの起用は、前述の保坂以来16年振りで、女性アナウンサーとしては初めてである。2017年からは、番組スポンサー（コカ・コーラ）のインフォマーシャルと連動した視聴者プレゼントパートの進行も単独で担当。2019年までは、『速報!甲子園への道』全国ネットパートのキャスターも兼務していた。
2017年10月から2023年4月まで『サンデーLIVE!!』のサブキャスターを務めていたが、2018年以降の大会期間中には、古田と同じく生中継で出演。2018年からは、instagram上に個人名義で開設しているアカウントを、当番組の放送期間中のみ「当番組のinstagram公式アカウント」として扱っている。
朝日放送テレビを退社した2023年以降も、フリーアナウンサーとして、『報道ステーション』のスポーツキャスターと兼務しながら当番組への出演を継続。当番組の放送期間中は『報道ステーション』のスタジオへ出演しないため、同番組のスポーツコーナーでは以下のように対応している。
2023年には、ヒロドの起用を機にスポーツキャスターからメインキャスター（いずれも月 - 木曜日担当）へ昇格していた安藤萌々（テレビ朝日アナウンサー）が、スポーツコーナーのスタジオ進行を暫定的に兼務。ヒロドは決勝の当日のみ、当番組の本番前に、朝日放送テレビ本社（当番組のスタジオセット）からの生中継でスポーツコーナーに登場していた。
2024年の本大会序盤（8月7 - 9日放送分）には、パリオリンピックの報道活動で渡仏中だった安藤に代わって、同僚アナウンサーの下村彩里（本来はフィールドキャスター）がメインキャスターとスポーツコーナーのスタジオ進行を担っていた。オリンピック閉幕後（8月13日以降）の放送では、ヒロドと当日の共演者（斎藤佑樹か松坂大輔）が当番組のスタジオセットから高校野球以外のスポーツニュースも伝える場合と、メインキャスターへ復帰した安藤が前年と同じパターンで『報道ステーション』のスタジオからスポーツコーナーを進行する場合がある。
- 相葉雅紀（2018年、嵐）

「高校野球100年記念のスペシャルナビゲーター」として、『速報!甲子園への道』にも7月28日放送分に出演した。
- 斎藤佑樹（2023年 - ：「バーチャル高校野球」のフィールドディレクターで元・日本ハム投手）

早稲田実業高校3年時の2006年に出場した第88回全国高等学校野球選手権大会の決勝で、（当時の大会規定で認められていた）延長15回での引き分けと再試合を経て、田中将大投手（2024年の時点では東北楽天ゴールデンイーグルスに所属）を擁する駒大苫小牧高校の大会3連覇を阻んだことで知られる（当該項で詳述）。この年の当番組では、斎藤と田中に焦点を当てながら、放送期間を決勝再試合の開催日（8月21日）まで延長していた。
早稲田実業高校は、2024年の第106回全国高等学校野球選手権本大会に西東京代表で出場。同校による選手権本大会への進出は、斎藤のキャスター就任後初めてであった。このような事情から、当番組では、斎藤が恩師（和泉実監督）や後輩（本大会での登録選手）を取材した映像を同校の試合開催日に放送している。
早稲田大学野球部を経て、栗山が監督を務めていた日本ハムで2021年に現役を引退。当番組では、引退の翌年（2022年）に取材リポートを兼ねた「スペシャルゲスト」として出演した後に、2023年からMCへ起用された。プロ野球経験者からの起用は、栗山・工藤・古田に次いで4人目。
2023年（第105回全国高等学校野球選手権記念大会）以降の本大会には、当番組と並行しながら、開会式を皮切りにテレビ中継へ随時出演。（1日に複数の試合が組まれる）準決勝（2023年）→3回戦（2024年以降）までのテレビ中継で「インターバルゾーン」（試合の合間）に関西ローカルで放送される事前収録企画『甲子園　喜怒哀楽』（栗山や本大会の歴史を彩った選手・監督経験者との対談シリーズ）のMCも単独で任されている。ちなみに、2024年分の『甲子園　喜怒哀楽』では、早稲田実業高校在学中の当番組で自身を取材していた長島三奈（当時のキャスター）との対談も実現。
2024年3月25日（月曜日）からは、高校野球の取材活動などと並行しながら、『news every.』（日本テレビの制作による夕方帯の報道・情報番組）で月・火曜日のキャスターと「大逆転家族」（取材ロケ企画）のリポーターをレギュラーで担当。選手権の本大会期間中は当番組の出演や取材活動を優先しているため、『news every.』では放送上、開幕前に収録済みの「大逆転家族」のロケ映像にのみ登場している。

#### 1996年、1997年の日替わりキャスター

##### 1996年
- 美木良介（8月8、19 - 21日。番組宣伝も務める）

「美木良介」は俳優としての芸名で、岡山東商高の3年生だった1975年の第57回全国高等学校野球選手権大会に岡山代表として本名（寺田良介）で出場（三塁手）。法政大学野球部への在籍中に故障で野球を断念したことを機に、芸能活動を始めていた。
高校時代の選手権全国大会で甲子園球場への出場経験があるキャスターは、2023年の放送時点で美木・工藤・斎藤の3人だけである。ただし、工藤と斎藤は、美木が前述した事情で断念したプロ野球でのプレーを経験している。
- 内海光司（8月9日）
- 長谷川初範（8月10 - 12日）
- 中井美穂（8月13 - 15日。番宣も務める）
- 近藤真彦（8月16日）
- 石原良純（8月17、18日）

##### 1997年
- 佐藤藍子（8月8日）
- 鈴木紗理奈（8月9日）
- 菊池万理江（8月10日）
- 村田和美（8月11、12日）
- 林あさ美（8月13、14日）
- 松尾れい子（8月15、16日）
- 宝積有香（8月17、18日）
- 岩崎ひろみ（8月19日）
- 酒井美紀（8月20日）
- 持田真樹（8月21日）

### ナレーター
- 安部憲幸◇（1981年、司会と兼任）
- 中村哲夫◇（1982年 - 1986年、同上）
- 太田元治◇（1987年 - 1988年）
- 森下桂吉◆（1987年 - 1988年）
- 伊藤史隆◇（1990年、司会と兼任）
- 安陪利美（1990年、同上）
- 保坂和拓◆（1992年、1998年 - 2000年、2000年のみ司会と兼任）
- 中里雅子◆（1993年 ※）
- 中邨雄二◇（1993年、1997年）
- 田原浩史◆（1993年）
- 皆口裕子（1994年、1995年 ※）
- 武周雄◇（1994年）
- 角澤照治◆（1994年）
- 楠淳生◇（1995年）
- 国吉伸洋◆（1995年）
- 和沙哲郎◇（1996年）
- 真鍋由◆（1996年）
- 中山貴雄◆（1997年）
- 川島淳◆（1998年、1999年）
- 進藤潤耶◆（2000年、2007年）
- 清水次郎◇（2001年、2002年）
- 古澤琢◆（2001年）
- 櫻井健介◆（2002年）
- 柊瑠美（2002年）
- 長嶋賢一朗◇（2003年 - 2005年）
- 清水俊輔◆（2003年 - 2006年）
- 三倉茉奈・佳奈（2004年）[注 24]
- 藤崎健一郎◇（2006年 - ） ※『2020高校野球　僕らの夏』でも担当
- 大西洋平◆（2008年 - 2010年）[注 25]
- 加藤泰平◆（2011年）[注 26]
- 寺川俊平◆（2012年、2013年、2021年）
- 三上大樹◆（2014年、2015年、2017年 - 2019年、2022年 - 2024年）[注 27][29]
- 山本雪乃◆（2014年、2015年）[注 28]
- 有田洋之（2016年）[注 29]
- ヒロド歩美（2018年 - 、司会と兼任）[注 30]※2022年までは◇
- 北村真平◇（2022年）
- 柳下圭佑◆（2024年 - ）

## 歴代ネット局
○は現在のネット局。一部の放送局は時差ネット。△は製作協力局。
他系列局は、ネットしないものの、VTRの取材協力に参加している局も含む（ただし、1981年以降、系列は現在の系列。●は現在他系列局だが、当時はテレビ朝日系列とのクロスネットだった局）。
| 放送対象地域   | 放送局           | 現在の系列     | 備考       |
| -------------- | ---------------- | -------------- | ---------- |
| 近畿広域圏     | 朝日放送テレビ   | テレビ朝日系列 | 共同制作局 |
| 関東広域圏     | テレビ朝日       | テレビ朝日系列 | 共同制作局 |
| 北海道         | 北海道テレビ     | テレビ朝日系列 | ○△         |
| 青森県         | 青森放送         | 日本テレビ系列 | ●          |
| 青森県         | 青森朝日放送     | テレビ朝日系列 | ○          |
| 岩手県         | IBC岩手放送      | TBS系列        |            |
| 岩手県         | 岩手朝日テレビ   | テレビ朝日系列 | ○          |
| 宮城県         | 東日本放送       | テレビ朝日系列 | ○          |
| 秋田県         | 秋田放送         | 日本テレビ系列 | [ 注 31 ]  |
| 秋田県         | 秋田朝日放送     | テレビ朝日系列 | ○△         |
| 山形県         | 山形放送         | 日本テレビ系列 | ●          |
| 山形県         | 山形テレビ       | テレビ朝日系列 | ○          |
| 福島県         | 福島中央テレビ   | 日本テレビ系列 | ●          |
| 福島県         | 福島放送         | テレビ朝日系列 | ○          |
| 山梨県         | 山梨放送         | 日本テレビ系列 |            |
| 山梨県         | テレビ山梨       | TBS系列        |            |
| 新潟県         | 新潟総合テレビ   | フジテレビ系列 | ●          |
| 新潟県         | 新潟テレビ21     | テレビ朝日系列 | ○          |
| 長野県         | 信越放送         | TBS系列        |            |
| 長野県         | テレビ信州       | 日本テレビ系列 | ●          |
| 長野県         | 長野朝日放送     | テレビ朝日系列 | ○△         |
| 静岡県         | 静岡朝日テレビ   | テレビ朝日系列 | ○△         |
| 富山県         | 北日本放送       | 日本テレビ系列 |            |
| 富山県         | 富山テレビ       | フジテレビ系列 |            |
| 石川県         | 北陸放送         | TBS系列        |            |
| 石川県         | 北陸朝日放送     | テレビ朝日系列 | ○          |
| 福井県         | 福井放送         | 日本テレビ系列 | ●          |
| 中京広域圏     | 名古屋テレビ     | テレビ朝日系列 | ○△         |
| 滋賀県         | びわ湖放送       | 独立局         |            |
| 京都府         | 京都放送         | 独立局         |            |
| 兵庫県         | サンテレビ       | 独立局         |            |
| 奈良県         | 奈良テレビ       | 独立局         |            |
| 和歌山県       | テレビ和歌山     | 独立局         |            |
| 鳥取県・島根県 | 日本海テレビ     | 日本テレビ系列 |            |
| 鳥取県・島根県 | 山陰放送         | TBS系列        |            |
| 広島県         | 広島ホームテレビ | テレビ朝日系列 | ○△         |
| 山口県         | 山口放送         | 日本テレビ系列 | ●          |
| 山口県         | 山口朝日放送     | テレビ朝日系列 | ○          |
| 徳島県         | 四国放送         | 日本テレビ系列 |            |
| 香川県・岡山県 | 瀬戸内海放送     | テレビ朝日系列 | ○△         |
| 愛媛県         | 南海放送         | 日本テレビ系列 |            |
| 愛媛県         | 愛媛朝日テレビ   | テレビ朝日系列 | ○          |
| 高知県         | 高知放送         | 日本テレビ系列 |            |
| 高知県         | テレビ高知       | TBS系列        |            |
| 福岡県         | 九州朝日放送     | テレビ朝日系列 | ○△         |
| 長崎県         | 長崎放送         | TBS系列        |            |
| 長崎県         | 長崎文化放送     | テレビ朝日系列 | ○          |
| 熊本県         | 熊本放送         | TBS系列        |            |
| 熊本県         | 熊本朝日放送     | テレビ朝日系列 | ○          |
| 大分県         | 大分放送         | TBS系列        |            |
| 大分県         | 大分朝日放送     | テレビ朝日系列 | ○          |
| 宮崎県         | 宮崎放送         | TBS系列        |            |
| 鹿児島県       | 鹿児島テレビ     | フジテレビ系列 | ●          |
| 鹿児島県       | 鹿児島放送       | テレビ朝日系列 | ○          |
| 沖縄県         | 琉球放送         | TBS系列        |            |
| 沖縄県         | 琉球朝日放送     | テレビ朝日系列 | ○          |

2018年以降は「バーチャル高校野球」、2019年以降はTVerとAbemaTV（2023年まで）で、放送済み動画の見逃し配信サービスを実施している。

## 歴代テーマソング
※OPとEDの両方担当のアーティストは1人（1組）のみ掲載。
※2003年よりOPは朝日放送での夏の高校野球統一テーマソング。2006年よりEDは最終日のみ使用（スタッフクレジットのゾーンが事実上なくなったため）。
※2013年から該当年の当番組テーマソングが大会期間中の阪神電鉄甲子園駅列車接近メロディとして採用されている。
| 放送年          | オープニング                | エンディング                             | アーティスト                                                        | 備考 |
| --------------- | --------------------------- | ---------------------------------------- | ------------------------------------------------------------------- | --- |
| 1981年 - 1988年 | 君よ八月に熱くなれ          | 君よ八月に熱くなれ                       | 大阪府立淀川工業高等学校（現、大阪府立淀川工科高等学校）吹奏楽部    | 番組宣伝には別のバージョンを使用。これとは別に挿入歌「真っ赤な風」が放送されることもあった。             |
| 1989年          | タンホイザー行進曲          | 君よ八月に熱くなれ                       |                                                                     | 番宣は引き続き「君よ八月に熱くなれ」。                                                                   |
| 1990年          | 金網ごしのBlue Sky          | 金網ごしのBlue Sky                       | 大塚純子                                                            | |
| 1991年・1992年  | Precious Summer             | Tomorrow                                 | 浜田麻里                                                            | |
| 1993年          | 明日への卒業                | いつかまた会える                         | 石川よしひろ                                                        | |
| 1994年          | 傷だらけのhero              | 夏よありがとう                           | TUBE                                                                | |
| 1995年          | YES                         | Sail Away                                | 鈴里真帆                                                            | |
| 1996年          | 幻の夏                      | 絆                                       | 本田修司                                                            | |
| 1997年          | Dear...                     | Dear...                                  | TSUNAMI                                                             | |
| 1998年          | ココロのままに              | 百万の言葉より                           | エレファントカシマシ（オープニング）/安藤秀樹（エンディング）       | 番宣は「はじまりは今」を使用。                                                                           |
| 1999年          | Yheei!                      | セピアの日                               | TUBE（オープニング）/皆谷尚美（エンディング）                       | |
| 2000年          | 荒ぶる胸のシンバル鳴らせ    | 手の中の青春〜ミレニアム・ヴァージョン〜 | 渡辺美里（オープニング）/西浦達雄（エンディング）                   | |
| 2001年          | FLY                         | FLY ＃2                                  | 真心ブラザーズ                                                      | 「FLY #2｣はマキシシングル「FLY」のカップリング曲で、エンディング時の他に時折当番組の挿入歌としても採用。 |
| 2002年          | 終わらない夏                | 8月の風                                  | 我那覇美奈                                                          | |
| 2003年          | SUMMER BOY                  | 夏の終わり                               | 藤井フミヤ（オープニング）/森山直太朗（エンディング）               | |
| 2004年          | glory colors 〜風のトビラ〜 | 誓い                                     | ZONE（オープニング）/BEGIN（エンディング）                          | |
| 2005年          | 奇跡                        | 夏陰〜なつかげ〜                         | スガシカオ                                                          | |
| 2006年          | スフィアの羽根              | 奏（かなで）                             | スキマスイッチ                                                      | 夏の高校野球テーマソングでは初のシングル1位獲得作品。                                                    |
| 2007年          | 両方 For You                | ええねん                                 | ウルフルズ                                                          | |
| 2008年          | 夏はこれからだ!             | 虹が消えた日（秦基博）                   | 福耳                                                                | |
| 2009年          | Halation                    | Halation                                 | 秦基博                                                              | |
| 2010年          | あとひとつ                  | あとひとつ                               | FUNKY MONKEY BABYS                                                  | |
| 2011年          | ずっとここから              | ずっとここから                           | JURIAN BEAT CRISIS                                                  | |
| 2012年          | pride                       | pride                                    | GReeeeN                                                             | |
| 2013年          | ダイヤモンド                | ダイヤモンド                             | コブクロ                                                            | |
| 2014年          | オモイダマ                  | オモイダマ                               | 関ジャニ∞                                                           | |
| 2015年          | On Your Side                | On Your Side                             | Superfly                                                            | |
| 2016年          | 光と影の日々                | 光と影の日々                             | AKB48                                                               | |
| 2017年          | 虹                          | 虹                                       | 高橋優                                                              | |
| 2018年          | 夏疾風                      | 夏疾風                                   | 嵐                                                                  | |
| 2019年          | 宿命                        | 宿命                                     | Official髭男dism                                                    | |
| 2021年          | 夢わたし                    | 夢わたし                                 | なにわ男子                                                          | なにわ男子は「甲子園応援し隊」としても活動。当番組では、コカ・コーラのインフォマーシャルに登場している。 |
| 2022年          | 栄光の扉                    | 栄光の扉                                 | 平井大                                                              | |
| 2023年          | フォトグラフ                | フォトグラフ                             | EXILE ATSUSHI feat. 東京スカパラダイスオーケストラ ホーンセクション | |
| 2024年          | ずっと好きだから            | ずっと好きだから                         | ねぐせ。                                                            | |
| 2025年          | ノンフィクションズ          | ノンフィクションズ                       | Da-iCE                                                              | |

当番組を放送しない2020年には、ベリーグッドマンを「2020ABC高校野球パワーソングアーティスト」に起用。甲子園高校野球交流試合の中継や、『2020高校野球 僕らの夏』向けにオリジナルソング「Dreamer」を提供している。

## その他
- 第1回放送である1981年は、脚本家の佐々木守が番組の総合構成を担当した[34]。また、1990年から1992年までの3年間は映画監督の林海象が主宰する映像プロダクション「映像探偵社」が制作協力に携わっていた。
- テレビ朝日の三雲薫[注 39][35] は、静岡県立富士高等学校3年時の1979年に、主将兼捕手として第61回大会に静岡代表で出場。チームにとっての全国大会初出場でもあったが、高知高等学校との初戦で延長15回の末にサヨナラ負けを喫した。当時年末に放送されていた『思い出甲子園』（詳細後述）では、三雲が番組宛てに書いた自筆の手紙の一節が、この試合のダイジェスト映像に続いて紹介されている。ちなみに三雲は、立教大学への進学を経て、1984年にテレビ朝日へ入社。入社後は、「ミスター熱闘甲子園」と呼ばれるほど、当番組の制作に長年従事してきた[36]。
- テーマ曲が「君よ八月に熱くなれ」の時代（1980年代末）には、ハイライト内（特に敗れ去った球児を映し出すシーン）でBGMに岡村孝子の「夢をあきらめないで」が使われることがあった。
- 1993年以降、各出場校が勝ち上がった2戦目以降の試合前に甲子園球場のスコアボードに「熱闘甲子園」提供（主催：朝日新聞社、日本高等学校野球連盟と共に表示）として、各校の前の試合のハイライト映像を流している。ただし、番組独自のカメラ映像ではなく中継映像を実況付きで流す。なお、春のセンバツでは先の試合のクレジット付きで、NHKの試合映像のハイライトを実況もナレーションも無しで流す。
- 岩国（山口）は、「自分達は普通の高校生だから」という部の方針により、初出場した2000年から当番組の取材を断わってきた。しかし、5度目の出場になった2014年には、選手への密着取材や工藤によるバッテリーへのインタビューを許可。1回戦に臨んだ大会2日目（8月12日）の当番組では、その模様を収めた映像を、試合のダイジェストとともに放送した。岩国以外にも、「個人が注目されることによりチームワークが乱れる恐れがある」などの理由から、当番組の取材を受けることに消極的な出場校がある。

### 関連番組
- 1977年、夏季編成の13回シリーズ（7月 - 9月 毎週土曜日22:30 - 23:00）でドキュメンタリー映画『あゝ甲子園』（朝日放送）が放送された。夏の甲子園の地方大会や本大会を通して様々な人間模様を伝えたというもので、この番組で後に試合中継のテーマソングとして長らく歌われるようになる「君よ八月に熱くなれ」、「真っ赤な風」（歌：高岡健二→堤大二郎、作詞：阿久悠、作曲：中田喜直）が初登場した（前述のとおり「君よ八月に熱くなれ」は、この番組開始当初からしばらく、大阪府立淀川工業高等学校（現・大阪府立淀川工科高等学校）吹奏楽部の演奏によりタイトルテーマバックに使用された。また、「君よ八月に熱くなれ」は、本大会の中継試合オープニング曲として使われなくなった後、2000年代にこの番組用の使用曲としてリメイクされ、様々な歌手（女性中心）によって歌われている）。
- また、全大会日程終了後に当番組の総集編をベースとした特別番組が組まれる。当初は年末に「思い出甲子園」（その後、「高校野球年末スペシャル」）という題名で、その年の甲子園を沸かせた選手の試合の様子と、その後日談の取材（年度によってはスタジオでの座談会になったときもある）を交えたもので放送されていたが、2008年は放送が無かった。しかし、2009年は「高校野球SPECIAL 夏ものがたり」と題して、8月の大会終了直後に放送。また、例年通りに年末にも「夏の贈りもの 〜高校野球年末スペシャル〜」と題して放送される（2番組は異内容）。
- 2010年は、大会直前の4日間、『熱闘ファンキーモンキーベイビーズの夏』という5分間の特別番組を放送（朝日放送のみ）。そして、大会終了直後には「高校野球スペシャル 島人の夢かなう」と題して放送された。
- 2013年には、大会前日（8月7日）の16:55 - 16:50に、朝日放送が関西ローカルで『高校野球開幕直前!熱闘フルスイングスペシャル』を生放送。同年から使用する当番組のスタジオセット（通称「熱闘スタジオ」）から、抽選会で決まったカード（1回戦全試合および2回戦の一部）を紹介したほか、この年から当番組のキャスターに加わった竹内が甲子園球場からの生中継で開会式リハーサルの模様などを伝えた。「熱闘スタジオ」には、当番組キャスターの長島・工藤に加えて、元・高校球児の著名人代表として遠藤章造（ココリコ、香川県・寒川高等学校出身、全国大会には不出場）が出演。この年の大会が記念大会に当たることにちなんで、遠藤が選んだ過去の記念大会の名場面映像や、前年まで高校球界で活躍していた藤浪・大谷へのインタビューを放送した。司会は、大会の中継にも携わる小縣裕介（同局アナウンサー）。
- 前身の全国中等学校野球大会第1回大会から100年目および、朝日放送の創立65年目に当たる2015年には、8月1日の15:30 - 17:25に『ABC創立65周年記念　高校野球100年の真実』を関西ローカルで放送。同局制作・全国ネット番組のメインMCで、高校野球の大ファンであるビートたけし（『たけしの健康エンターテインメント!みんなの家庭の医学』MC）と谷原章介（『パネルクイズ アタック25』3代目MC）をゲストに迎えたうえで、（当番組の放送済み映像を含む）朝日放送の秘蔵映像や再現イメージ映像を交えながら高校野球100年の歴史に残るプレー・名将・著名選手の知られざる人間ドラマを紹介した。2015年3月まで『みんなの家庭の医学』でたけしのアシスタントを務めた喜多ゆかり（同局アナウンサー）がスタジオ進行、香川照之がVTRのナレーションを担当。オープニングでは、たけしが甲子園球場でのロケでマウンドに立った映像も放送した[37]。
- 2016年からは、『高校野球開幕直前スペシャル 渡部・ザキヤマの高校野球研究部』シリーズを、本大会開幕前日（または前週土曜日）の午後に放送。「高校野球大好き芸人」の代表格であるアンジャッシュ・渡部建と、埼玉県立春日部工業高等学校時代に硬式野球部へ所属していた「ザキヤマ」（アンタッチャブル・山崎弘也）を中心に、大会の見どころや過去の大会の名場面などを紹介している。なお、朝日放送のテレビ放送事業が分社化によって朝日放送テレビへ移行した2018年以降も、放送を続けている。
- 朝日放送テレビでは、第100回の記念大会として開催された2018年から、全国ネットの特別番組『熱闘甲子園直前スペシャル!　号泣甲子園』を2019年まで制作。3年間の中断を経て、2023年から『熱闘甲子園直前スペシャル』を開幕の前日に放送している。
  - 2018年には、東日本放送で本大会開幕前日（8月4日）の15:35 - 17:00、九州朝日放送で開幕当日（5日）の13:55 - 15:20、朝日放送テレビおよびその他のテレビ朝日系列局で4日の15:00 - 16:25に放送した。「熱闘!高校野球100回スペシャルナビゲーター」の相葉と、『熱闘甲子園』キャスターのヒロドが共同で司会を担当。北斗晶・ウド鈴木（キャイ〜ン）・カンニング竹山・藤田ニコルをスタジオゲストに迎えながら、『熱闘甲子園』が伝えてきた号泣必至の感動実話を、最新の追加取材などに沿って再現した。また、相葉と松井秀喜によるスペシャル対談（上記のスタジオパートとは別に収録）の模様も放送している。
  - 第101回大会として開催された2019年には、基本として8月4日（日曜日）の15:00 - 16:25に放送。この年の『熱闘甲子園』に出演しない相葉が、前年に続いて、ヒロドとのコンビで司会を務めた。スタジオゲストについては、北斗に加えて、IKKO・岡田結実・勝俣州和（勝俣は朝日放送テレビ制作の全国ネット番組『朝だ!生です旅サラダ』レギュラー出演者）が新たに登場。藤原丈一郎（なにわ男子）がナレーターを務める「甲子園ちょっとええ話」というミニコーナーを新設したほか、『速報!甲子園への道』内の「ラストミーティング」（地方大会で敗退した出場校の試合後のミーティングの模様に密着したミニドキュメント）をベースに、著名な監督が名言を残したミーティング映像も放送した。
  - 第105回の記念大会が開催された2023年には、『熱闘甲子園直前スペシャル～夏へのエール』というタイトルで収録した後に、大会の開幕を翌日に控えた8月5日（土曜日）の14:30 - 15:30に朝日放送テレビで関西ローカル向け、同日の22:00 - 23:00にsky-Aで全国向けに放送。この年から『熱闘甲子園』のキャスター陣に加わった斎藤佑樹が、ヒロドと共に司会を務めた。斎藤は、別途収録された栗山との対談企画にも出演。この年の第95回記念選抜高等学校野球大会で優勝した山梨学院高等学校の硬式野球部に焦点を当てながら、選手権山梨大会のベンチ入り登録から外れた同校と日本航空高等学校（両校とも同大会で敗退）の3年生部員同士が対戦する「引退試合」（山梨大会の試合にも使われている山日YBS球場で開幕前の6月27日に開催）に密着した取材企画[38]や、沖縄県出身の羽地靖隆（同県からの出場校に対する甲子園球場での応援に1981年から選抜大会を含めて参加している尼崎市立尼崎高等学校吹奏楽部の総監督）を取り上げた特集企画なども放送している。ちなみに、上記の企画の一部では、この年の『熱闘甲子園』ナレーター陣から藤崎がナレーションを担当。
  - 第106回大会として開催された2024年には、『ぺこぱのまるスポ』（朝日放送テレビが2022年1月から毎月第1日曜日の午前中に放送している関西ローカル向けのスポーツ情報・バラエティ番組）をベースに、『ぺこぱのまるスポ 高校野球ふるさとの絆スペシャル～あなたのおかげでここまで来れた～』というタイトルで開幕の3日前（8月4日）に関西ローカルで生放送。放送上は2部構成で、通常の『まるスポ』の放送枠（10:50 - 11:50）を「前半戦」（第1部）に充てたうえで、「後半戦」（第2部）を午後帯（13:55 - 15:00）に編成した。また、放送時点での『まるスポ』のレギュラー陣（ぺこぱのシュウペイ・松陰寺太勇、阿部なつき、朝日放送テレビアナウンサーの小寺右子）が全編、『熱闘甲子園』のキャスター陣からヒロドと古田が「後半戦」にのみ出演。ABEMAでは生放送の同録動画を放送の翌日（5日）から配信しているほか、sky-Aでは全編の同録映像を大会の開幕前日（6日）から繰り返し放送している。

### CD作品
- 2002年と2010年には、同番組のオープニングテーマソング・エンディングテーマソング、もしくは朝日放送での夏の高校野球統一テーマソングを集めたCDがそれぞれ発売される。
  - 2002年「一番熱かった夏 〜熱闘甲子園の歌〜」（発売元:エピックレコードジャパン）
  - 2010年「熱闘甲子園のうた 〜夏の高校野球応援ソング〜」（発売元:アリオラジャパン）

### DVD作品
- 2007年・89回大会から毎年同番組の全放送がノーカット収録されたDVDが刊行されている。
  - 2007年「熱闘甲子園2007〜49の感動ストーリー、全試合収録!〜」。2枚組6090円 制作・発売元:朝日放送・テレビ朝日。販売元：JVCエンタテインメント・ビクターエンタテインメント 当番組が開始以来初めて DVDソフト化 される。
  - 2008年（90回記念大会）「熱闘甲子園2008〜90回記念大会 全54試合完全収録」（2枚組。製作・発売元・販売元は前述に同じ）
  - 2009年（91回大会）「熱闘甲子園2009 全48試合完全収録」（2枚組。製作・発売元は前述に同じ。販売元はポニーキャニオンに変更）
  - これ以後も、「熱闘甲子園20XX 全48試合<+α>[注 40] 完全収録」と題して毎年刊行されている
- また、2009年の大会を前に、ポニーキャニオン販売（製作・発売元は前述に同じ）により、「熱闘甲子園 最強伝説」という題名でシリーズDVDが刊行される。
  - 第1弾「やまびこ打線から最強コンビへ」（2009年刊行）　1982年 - 1985年の中から、全盛期のPL学園、池田、早稲田実などの試合を中心とした37試合の映像を、当時の実況・ダイジェストのナレーション入り（ただし、映像の保存状態の良くない一部の試合については新たに編集・録音=リマスターリングしている）で完全再現している。
  - 第2弾「奇跡のバックホームから平成の怪物へ」（2010年刊行）　1996年、松山商をサヨナラ負け必至のピンチから救い優勝へと導いた「奇跡のバックホーム」（対熊本工戦）や、1998年、春夏連続優勝を果たした横浜・松坂大輔投手の好投ぶりなどにスポットを当てており、やはり当時の実況・ダイジェストナレーション入りで完全に収録している。
  - 第3弾「『北の王者』誕生、そして『ハンカチ世代』へ」（2011年刊行）　東北・ダルビッシュ有、駒大苫小牧・田中将大を初めとした北海道・東北地方勢の活躍、さらに2006年の決勝戦・駒大苫小牧対早稲田実（田中vs斎藤佑樹）の再試合の死闘などを当時の実況・ナレーションで収録。
  - 第4弾「『平成のスラッガー』その原点、そして台頭する新勢力～」（2012年刊行）　松井秀喜（星稜）が一躍人気を集め「高校球界のゴジラ」と呼ばれるようになった世代を中心に1989年から1992年の試合映像を紹介した作品。松井の5連続敬遠四球についても触れている
  - 第5弾「－史上最強メンバーの全国制覇－」（2014年刊行）全国屈指の強豪校といわれる天理高校の初優勝（1986年）、PL学園の春夏連覇（1987年）、広島商業の15年ぶりの優勝（1988年）の3大会に焦点を当てて、強豪校の戦いぶりを振り返る。
  - 第6弾「 怪物次世代「大旗へ導いた名将たち」」（2015年刊行）松坂大輔ら、いわゆる「松坂世代」が卒業した1999年から2002年の4大会をまとめて収録。
  - 特別編「「熱闘甲子園最強伝説スペシャルセレクション－熱闘甲子園が描いた“あの夏”の記憶－」（2015年刊行）2015年は高校野球が中等学校野球として発足して100年の記念の年となった。この100年の大会の中で、特に社会現象となった1985年・KKコンビが活躍したPL学園、1998年・横浜高校の松坂大輔投手、2006年の史上2度目の決勝再試合を制した駒大苫小牧の試合を中心として厳選した特別エディション。

### 書籍
- 『文春ムック　熱闘甲子園Magazine』（文藝春秋、2018年7月19日初版刊行、ISBN 978-4160086791）
  - 100回記念大会の開幕を前に刊行。「熱闘甲子園が見た伝説の試合9」「熱闘甲子園が選ぶ『最高の、一瞬』」（いずれも当事者・関係者の証言に基づく特集記事）、「データでわかる夏の『甲子園』100回」、「言葉でわかる夏の『甲子園』100回」、松坂大輔・長島三奈・栗山英樹へのインタビュー記事で構成されている。
- 『熱闘甲子園2023 陸の王者・慶応107年ぶり頂点へ!』（文化工房、2023年11月22日、ISBN 978-4910596174）
  - 2023年に開かれた105回大会から、「慶応」（慶應義塾高等部）が1916年（第2回全国中等学校優勝野球大会）以来107年振りの優勝を決めた仙台育英学園高等学校との決勝をはじめ、本大会全48試合の戦跡を収録。ヒロドから慶応ナインへのインタビュー記事や、斎藤佑樹へのインタビュー記事なども掲載されている。